# HTLV
HTLV (förkortning för Human T-lymphotropic virus) är ett retrovirus som hos människan angriper T-celler och kan orsaka leukemi och lymfom hos vuxna individer.
Retrovirus är en virusfamilj som använder enzymet omvänt transkriptas för att omvandla sitt RNA i viruspartikeln till DNA vid starten av en infektion i en cell. Virusets DNA integreras därefter i värdens genom.
HTLV-viruset var det första upptäckta humana retroviruset och isolerades för första gången hos en patient med smittsam T-cell-Lymfom. 1983 upptäcktes det tredje humana retroviruset, det som senare kom att omklassas till Lentivirus och fick namnet HIV.
HTLV-viruset infekterar främst T-hjälpar-lymfocyter-celler men kan även infektera andra celltyper och kan då ge andra symptom. HTLV-I och HTLV-II bärs av 15–20 miljoner människor i världen varav åtminstone 500 000per år? av dessa personer infekterade med HTLV-I snabbt utvecklar en dödlig leukemi med hastigt utvecklingsförlopp. Andra HTLV-I-drabbade lider i stor utsträckning av andra inflammatoriska sjukdomar. HTLV-II är mer förknippat med neurologiskt inflammatoriska sjukdomar av mildare grad.

## Historia
HTLV-viruset har från början sitt ursprung från apor. Forskare har påträffat apans motsvarighet till HTLV-virus (STLV) hos apor som fylogenetiskt är väldigt likt de mänskliga HTLV-virusstammarna. Det finns tre arter av HTLV/STLV, 1 till 3. Varje art kallas PTLV-1 till -3, primat T-lymfotropt virus. Varje typ av HTLV delas upp i flera understammar som i sin tur har egna stammar. HTLV-1 har sju stammar (HTLV-1a-1g), alla dessa har en motsvarighet hos apor. Hos PTLV-2 finns tre HTLV-2-stammar varav en skiljer sig något från de andra; apans motsvarighet har enbart hittats hos bonoboerna bland aporna. Flertalet afrikanska aparter bär på PTLV-3, det finns bara två mänskliga motsvarigheter till denna virusstam. HTLV-4 har ännu så länge bara påträffats som människostam, forskarna förväntar sig hitta även denna virusstam hos apor.
Det finns fler apstammar av HTLV-virus än människostammar och detta är ett bevis för att viruset först uppstod hos apor. Att apor kan bära på HTLV-virus och ändå behålla sin hälsa är ytterligare ett argument för att apor burit på viruset längre än människor. Forskarna kan inte förklara hur viruset överförts till människor. HTLV sprids främst infektiöst på grund av att koncentrationen av fritt cirkulerande virus är väldigt låg och man tror att överföringen skedde i samband med djungeljakt. När jägarna fällde och slaktade sina byten tros de fått viruset genom blod till blod-infektioner.
Alla mänskliga HTLV-stammar utom en härstammar sålunda från afrikanskt STLV; STLV-1 finns främst hos apor som finns i östra Afrika. Man tror att epidemiska HTLV stammar har förts över från apor till människor under tidsperioden från det tillfälle då förstadiet till dagens människa utvecklades till dagens människa och förstadiet till dagens apor utvecklades till de arter av apor vi ser idag. För cirka en miljon år sedan fanns den virusstam som är gemensam förfader till alla PTLV-virus i Afrika. Olika virusstammar har sedan uppkommit från det ursprungsviruset och studier av olika PTLV visar på olika spridningsvägar. HTLV-1a sprids nu i hela världen och uppstod troligen från början i västra Afrika. HTLV 1a tog sig till Latinamerika via den afrikanska slavhandeln. HTLV-1a spreds först från västra Afrika till Latinamerika och Japan för att senare fortsätta spridas i hela världen det senaste millenniet då människor började resa i större utsträckning.
Olika data inklusive fylogenetisk datering tyder på att HTLV-1c förmodligen uppstod i Asien. Därifrån har denna variant spridit sig via befolkningsgruppers förflyttningar först till Indonesien och sedan för cirka 40 000 till 60 000 år sedan vidare till Melanesien och Australien. HTLV-1c förekommer även idag främst bland gamla nybyggarstammar så som till exempel bergsfolk i Melanesien och australiska aboriginer. Det finns dateringsanalyser som överensstämmer med detta. HTLV-2 fördes över från bonoboer till människor i Afrika för ca 4 000 000 år sedan och HTLV-2 spred sig från Afrika med homo sapiens sapiens för 60 000 till 100 000 år sedan.
Spridningen av virusstammen gick långsamt fram till att injektionsmissbrukare smittades av HTLV-2a och 2b. Genom återanvändning och delandet av kanylnålar började då viruset sprida sig snabbt världen över bland drogmissbrukare. Generellt sprider sig HTLV-epidemier snabbare bland missbrukare än det endogena viruset som förekommer bland olika isolerade ursprungsbefolkningar som har liten kontakt med omvärlden. Endogena populationer av HTLV sprider sig främst inom populationer av ursprungsbefolkning genom amning, vilket tros medföra en långsammare epidemitakt. Epidemier av HTLV-virus tycks alltid vara förknippade med stora sociala förändringar bland människor.

## Smittspridning
Effektiviteten vid spridandet av HTLV är låg på grund av att koncentrationen av fritt cirkulerade virus i organ och kroppsvätskor är väldigt låg. Bland drogmissbrukare sprider sig HTLV-I/II genom infekterade kanyler. Amning bidrar till att sprida HTLV-I/II från mor till barn. Viruset kan även spridas sexuellt och genom blodtransfusion. Blodplasman bär inte med sig viruset vid en transfusion, det gör däremot blodkropparna. Vanliga sociala kontakter är ingen smittorisk.
En individ som smittas av HTLV-viruset visar symtom ofta först efter 20-30 år och viruset kan därmed sägas ha en lång inkubationstid. Spridningen av HTLV-1 är som mest utbredd i sydvästra Japan, Nya Guinea, Melanesien, de karibiska öarna, Pugliaregionen i Italien och i Afrikas centrala delar. Viruset har även påträffats hos indianstammar på den sydamerikanska kontinenten. Förutom dessa drabbade områden så är spridningen allmänt högre hos injektionsmissbrukare i södra Europa och i USA. HTLV I/II är inte vanligt i Sverige, enbart ett litet antal individer med viruset har påträffats.
De smittade personerna har upptäckts vid screening i samband med blodgivning. Det påträffas tre till fem fall av HTLV-I per år i Sverige och noll till två fall av HTLV-II och så har det varit sedan 1998. HTLV I/II är anmälningspliktig sjukdom och den som drabbas är skyldig att meddela detta till myndigheterna då sjukdomarna anses allmänfarliga. Även smittspårningsplikt föreligger.

## Prevention
I Japan och andra länder där HTLV är vanligt förekommande screenas blod vid blodgivning. Även i USA och andra länder där viruset inte är lika vanligt börjar man allt mer införa denna rutin. I länder med liten spridning av HTLV screenas bara blodgivare med ursprung från länder där HTLV är vanligare. Gravida med antikroppar mot HTLV-I i Japan avråds från att amma. Förekomsten av HTLV fastställs genom ett test. Det svenska Folkhälsomyndigheten rekommenderar att den som är smittad informerar om sin infektion när man söker sjuk- eller tandvård. Smittade får varken ge blod, donera sperma, bröstmjölk eller något organ för att förhindra spridning av viruset. Sprutor och liknande bör ej delas med någon annan. Kondom skyddar vid sexuell kontakt. Smittade mödrar bör ej amma sina barn.

## Arvsmassans organisation
HTLV och dess olika arter tillhör genuset deltavirus i familjen Retroviridae.
Deltavirusets genom består av en enda enkelsträngad RNA-molekyl av samma polaritet som cellens mRNA och som är ca 8,3kb stort. Involverat i RNA-syntesen finns icke-strukturella gener kallade tax och rex vars proteiner påverkar den infekterade cellens metabolism tillsammans med de för retrovirusens gemensamma pro-, pol-, gag- och env-generna. Alla virus inom detta genus har liknande strategier för kodning men det är endast HTLV-1 som har blivit förknippat med sjukdom i människan. Retroviruset har fått sitt namn från latinets retro (baklänges) som syftar till omvänt-transkriptas-aktiviteten som går baklänges och till överföringen av den genetiska informationen från RNA till DNA.
Virusgenomet för ett retrovirus består av två kopior av RNA-genom med tre avgörande gener:
gag (Strukturproteiner), pol (omvänt transkriptas) och env (envelope glykoproteiner).
HTLV:s cellulära receptor är ännu inte känd till skillnad från HIV.
HTLV-I och HLTV-II infekterar främst OKT4+ T-hjälpar lymfocyter, men kan även angripa andra celler. HTLV-I och HTLV-II delar flera egenskaper så som densitet, morfologi, omvänt transkriptas, 70S RNA och strukturella proteiner med alla andra Retrovirus av C-typ (replikationskomponent). HTLV:s kärnprotein p24 är serologiskt skilt från alla andra upptäckta virus.

## Infektionsförlopp
HTLV-viruset tar sig in genom att glykoprotein hjälper specifika receptorer på värdcellens yta att identifiera viruset. En sammansmältning med värdens plasmamembran sker och en kapsid uppstår som bär på virusets genom som på så vis kommer in i cellen.
Replikationen av viruset startar för att kunna spridas och infektera värden. Viruset bär på RNA och måste då använda sig av omvänd transkription av virus-RNA till cDNA. Detta genom att använda 3'-änden av tRNA som start för syntes. Retroviral DNA som just syntetiserats går in i kromosomens DNA i värdcellen för att där fungera som ett provirus. RNA-polymerasII avläser detta provirus DNA-sekvens för att transkribera provirusets DNA till nya genomiska RNA och kortare virusspecifika mRNA. Dessa mRNA står för translationen av gag-, pro-, pol-, env-, tax- och rexgener och dessa proteiner är nödvändiga för att viruset ska kunna genomföra hela sin livscykel och för att nya viruspartiklar kan bildas. Viruset sprids sedan till nya celler/människor genom att en del av cellmembranet avknoppas, viruspartiklar består av ett membran innehållande specifika virusproteiner, en kapsid med två kopior av virusets arvsmassa och ett antal andra virusproteiner som hjälper till så att en ny cell kan infekteras.
HTLV 1 infekterar sedan CD4+ T-celler(T-hjälpar-celler) som är vita blodkroppar och viktiga för vårt immunsystem.
Viruset ligger latent i kroppen och replikerar långsamt. Infektion leder till hämning av immunsystemet och i sin tur till aggressiva tumörceller, då mutationerna inte är tillräckligt vanliga för att leda till apoptos.
HTLV-2 infekterar makrofager som i sin tur går till lymfknutan och via blodsbanan och presenterar ett antigenfragment för T-hjälparceller som i sin tur blir infekterade. HTLV 2 leder också till hämning av immunförsvaret som i sin tur leder till en ny infektion och apoptos på grund av hög mutationsfrekvens.
Infekterade monocyter sprider sig till hjärnan och orsakar demens.
HTLV-viruset kan åstadkomma DNA-skador, apoptos och tumörbildning. Retroviruset HTLV-1 ger vuxen T-celleukemi (ATL). Viruset har ett samband med aktiviteten hos det virala transkriptionella aktiverande proteinet Tax. Tax stimulerar värdcellens cellcykel att inleda den så kallade S-fasen (DNA-replikation) genom att inaktivera transkriptionsfaktorn p53.
Faktorn har i uppgift att aktivera gen 21. Genen hämmar fortsatt vandring i cellcykeln genom att inaktivera aktiveringsproteinerna i cellcykeln.
Ett uppehåll i cellens cellcykel här är viktigt för att reparera eventuell DNA-skada. Om skadan inte leder till fullständig eliminering av tax-uttryckta celler uppstår genetiska förändringar som leder till tumörbildning och i sin tur utvecklar mer aggressiva tumörceller. Dessa celler sprids därefter genom blodsbanan.
Om ingen DNA-reparation skerkommer replikationen ske för tidigt och resultera i ökad mutationsfrekvens. I bästa fall blir mutationen så kraftig så att apoptos av cellerna infaller. Om den infekterade cellen lyckas starta apoptos finns det ingen möjlighet för viruset att spridas.

## Morfologi
HTLV ett så kallat ssRNA membranöst virus.
Receptorbindande glykoproteiner (SU)
Transmembran glykoproteiner (TU)
Matrix protein (MA)
Huvudsakliga kapsidprotein (CA)
Nukleokapsid protein (NC)
Omvänt transkriptas (RT)
Intergras (IN)

## Taxonomi
HTLV tillhör ocornavirus, en underfamilj till retrovirus.
HTLV-I / HTLV-II
Rike: Viruses Familj: Retroviridae
Underfamilj: Orthoretrovirinae Genus: Deltaretrovirus
Art: Primate T-lymphotropic virus I / II

## Sjukdomar och symtom
HTLV ger inte upphov till AIDS, så som HIV gör. HTLV-I/II tillhör genuset deltavirus i familjen retrovirus. Retrovirus är speciella då de lagras i arvsmassan. Detta medför att en person som smittas förmodligen aldrig kommer att bli av med viruset. De allra flesta som bär på HTLV-I/II-virus får aldrig några symtom. För de få procent som får sjukdomssymtom dröjer det ofta 20–30 år innan symtom uppstår, inkubationstiden från smitta till symtomdebut är mycket lång. Två sjukdomar som förekommer vid HTLV-I är adult T-cells leukemi som är en sorts cancer i lymfsystemet eller lymfom (ATL). Dessa sjukdomar förekommer främst hos dem som smittats av HTLV-I som barn. I Sverige är det mycket ovanligt med de två nervsystemssjukdomar som HTLVI/II kan ge, HTLV-associerad myelopati (HAM) och tropisk spastisk parapares (TSP) som främst visar sig genom symtom från muskler i nedre delen av kroppen i form av muskelsvaghet, muskelstelhet och muskelspasmer. Båda stammarna virus kan även ge upphov till inflammatoriska sjukdomstillstånd.

## Diagnos
HTLV-I/II-infektion påvisas lättast med hjälp av serologi, till exempel med ELISA. Serologi innebär att man testar om patientens blod har antikroppar mot något av virusen. När aktiv infektion misstänks används PCR. Vid användning av denna teknik kan man finna virusets arvsmassa.

## Vaccin ochAntiviralt medel
Det finns idag inget vaccin mot viruset och dess sjukdomar, men det är under utveckling. Nukleosidanaloghämmare som idag används mot HIV tros även kunna motverka HTLV-1. Olika sätt att behandla sjukdomarna har prövats men ännu finns inga kontrollerade studier. För de symtomfria bärarna av HTLV-I/II anses det inte finnas något behov av medicinering i någon större utsträckning. De patienter som har HTLV-associerad myelopati (HAM) och tropisk spastisk parapares (TSP) kan få en kortvarig symtomlindring av en kombination av läkemedlen Interferon-alfa, Ziduvudin, Danazol och C-vitamin.